# Laccaria ochropurpurea
Espèce

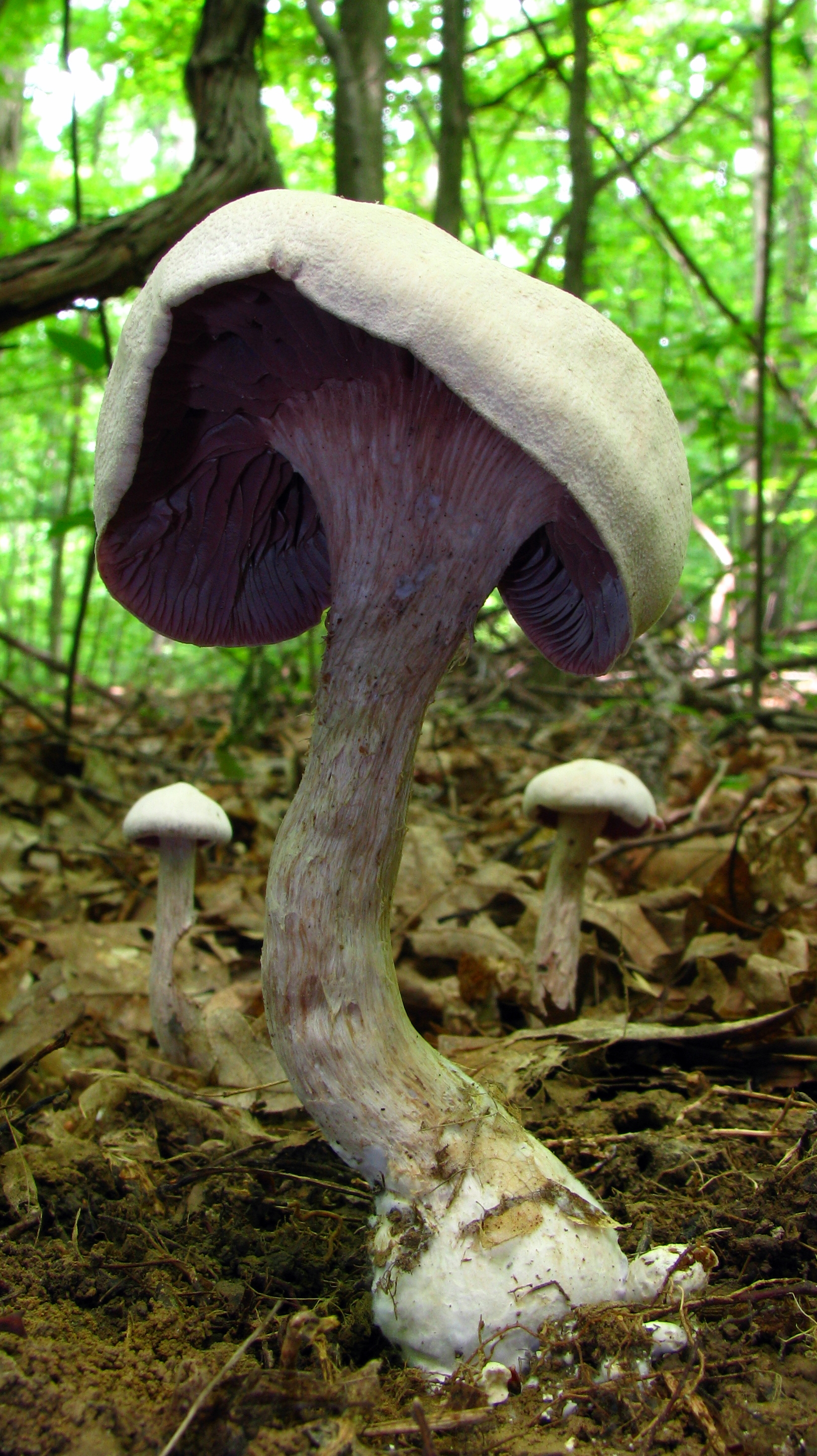
Laccaria ochropurpurea, vieux, saison sèche

Laccaria ochropurpurea, de son nom vernaculaire en français le Laccaire ocre pourpré est une espèce de champignons basidiomycètes du genre Laccaria de la famille des Hydnangiaceae. 

## Nom binomial
Lacaria ochropurpurea (Berk.) Peck, 1896

## Habitat
Dans les forêts de feuillus, souvent sous les chênes et les hêtres, occasionnel, on le trouve de juillet à octobre
Canada, au Québec notamment et dans tout le nord des États-Unis, notamment en Ohio.

## Description du sporophore
Hyménophore de 4-12 cm de diam., convexe puis étalé, souvent déprimé, lisse ou squamuleux, 
Il est un peu hygrophane et devient pourpre lilas, vieux rose ou crème au sec.
Les lames sont adnées, larges, épaisses, espacées, violettes ou pourpres.
Le stipe (pied) va de 5-15 x 1-2,5 cm, égal, fibrilleux-strié, concolore à l'hymenophore.
Sa chair est épaisse, concolore au chapeau, à odeur et saveur indistinctes.

## Sporée
Blanche à lilas pâle, les spores subglobuleuses et échinulées, 7-9 x 7-8,5 µm.